# Sophie Lauring
Sophie Lauring (født 17. november 1966) er en dansk skuespiller, teaterinstruktør og direktør for Mungo Park Kolding. 
Hun er uddannet skuespiller fra Skuespillerskolen ved Odense Teater i 1995, og var frem til  2013 tilknyttet Odense Teater som skuespiller, underviser og medlem af optagelsesudvalget på  Den Danske Scenekunstskole.
Siden 2004 teaterinstruktør på en lang række forestillinger bl.a. “Nabokrig” og “Anne Marie gift Carl-Nielsen” på Mungo Park Kolding (teater).
- Fra 2008 – 2015 Bestyrelsesformand for BaggårdTeatret i Svendborg. Fra 2016 menigt medlem af bestyrelsen.
- Fra 2011 – 2013 Leder og stifter af U-teater på Odens Teater.
- Instruerer i 2017 forestillingen “Nationen” på Mungo Park Kolding